# Caso Daily Telegraph
Il caso Daily Telegraph fu un incidente politico-giornalistico avvenuto a seguito di un'intervista, pubblicata il 28 ottobre 1908 sul quotidiano inglese The Daily Telegraph, rilasciata dall'imperatore di Germania Guglielmo II al colonnello britannico Stewart Wortley.
L'intervista, per le sue rivelazioni, provocò in Germania uno scontro istituzionale fra il kaiser Guglielmo II, il parlamento tedesco (Reichstag) e il Cancelliere allora in carica Bernhard von Bülow.

## I malintesi

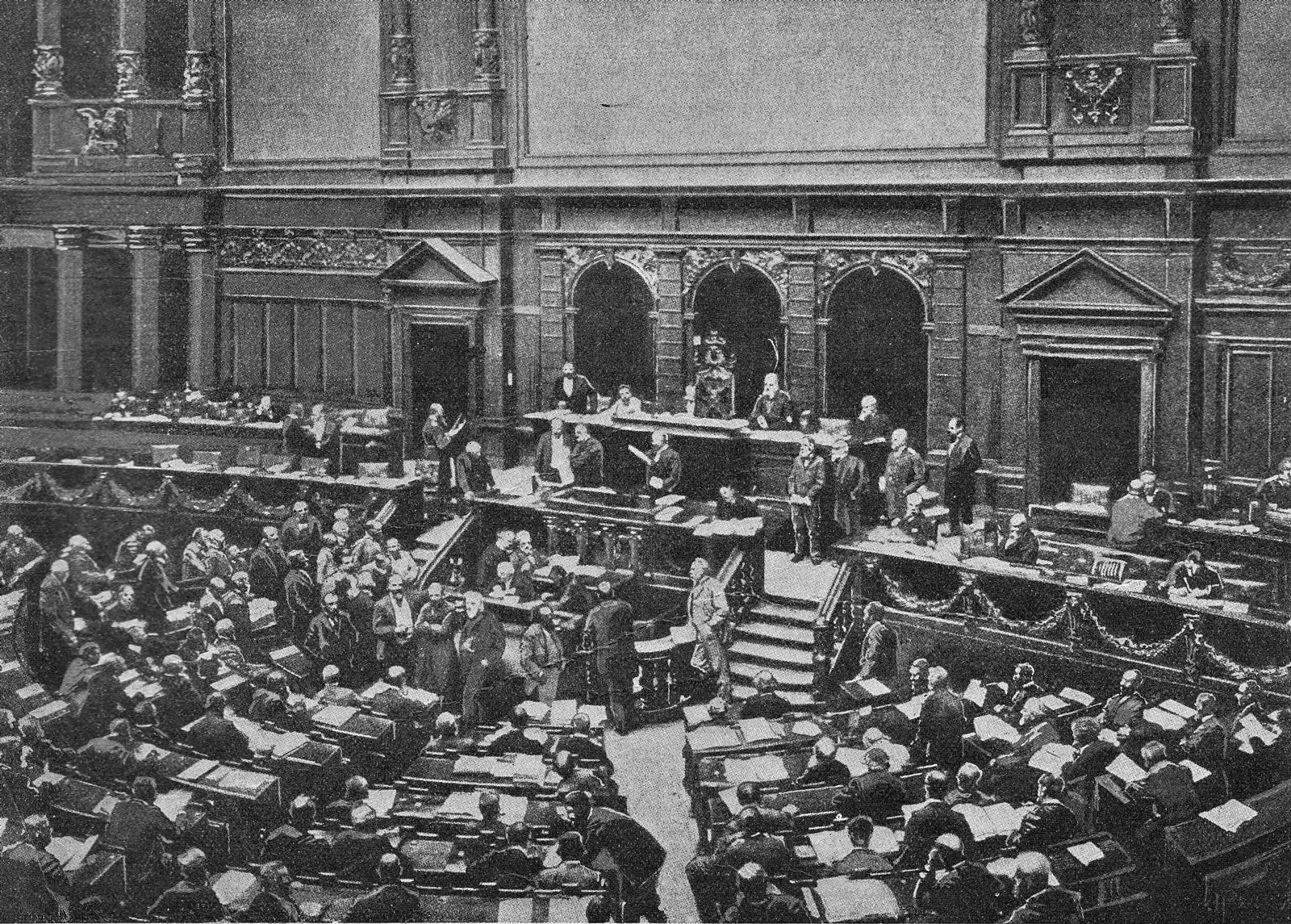
Il Reichstag riunito nel 1906.

Nelle sue memorie riferite a Bülow, Guglielmo II scrive: «… avvenne l'incidente della così detta "intervista", pubblicata nel Daily Telegraph […] La minuta che mi era stata sottomessa, l'avevo mandata in esame al Cancelliere […] Alcune mie annotazioni richiamavano l'attenzione su qualche passo che, secondo il mio modo di pensare, non era opportuno e avrebbe dovuto essere eliminato. Ma, per una serie di malintesi avvenuti negli uffici competenti del Ministero degli Esteri, questo non fu fatto».
Il Cancelliere Bülow era in realtà impegnato con le riforme economiche e con la crisi bosniaca, e aveva demandato ai funzionari del Ministero degli Esteri il compito di rivedere ed eventualmente ritoccare il testo. I funzionari invece, per rispetto alla figura del Kaiser, lo approvarono così come fu loro recapitato e l'intervista fu pubblicata con le relative autorizzazioni.
Lo scompiglio fu enorme perché in quell'intervista l'Imperatore, nell'intento di dimostrarsi amico della Gran Bretagna, parlò troppo liberamente. Affermò che gli inglesi avevano vinto la seconda guerra boera grazie ad un suo piano militare, che Germania e Gran Bretagna unite avrebbero potuto fare la guerra al Giappone, e che la Germania aveva respinto proposte francesi e russe per una coalizione antibritannica in difesa dei boeri. Ma soprattutto si definì uno dei pochi tedeschi amici della Gran Bretagna.
Nelle sue memorie, Guglielmo II scrive: «Nella stampa scoppiò una tempesta. Il Cancelliere parlò al Reichstag, ma non difese il Kaiser […] nella misura che io mi attendevo da lui, anzi dichiarò che per l'avvenire intendeva impedire la tendenza manifestatasi negli ultimi anni ad una politica personale».

## L'intervista
Ecco i passi più salienti dell'intervista a Wortley:
«[…] Sua Maestà, come ho detto, mi onorò di un lungo colloquio e parlò con impulsiva e rara franchezza. "Voi Inglesi –diss'egli- siete matti, matti, come lepri di marzo. Che avete, da esservi totalmente abbandonati a sospetti affatto indegni di una grande nazione? Che posso io fare più di quanto abbia già fatto? Io ho dichiarato, con tutto il calore che potevo, nel mio discorso alla Guildhall, che il mio cuore tende alla pace e che vivere nei migliori termini con l'Inghilterra è uno dei miei desideri più cari.

### Amico fra pochi

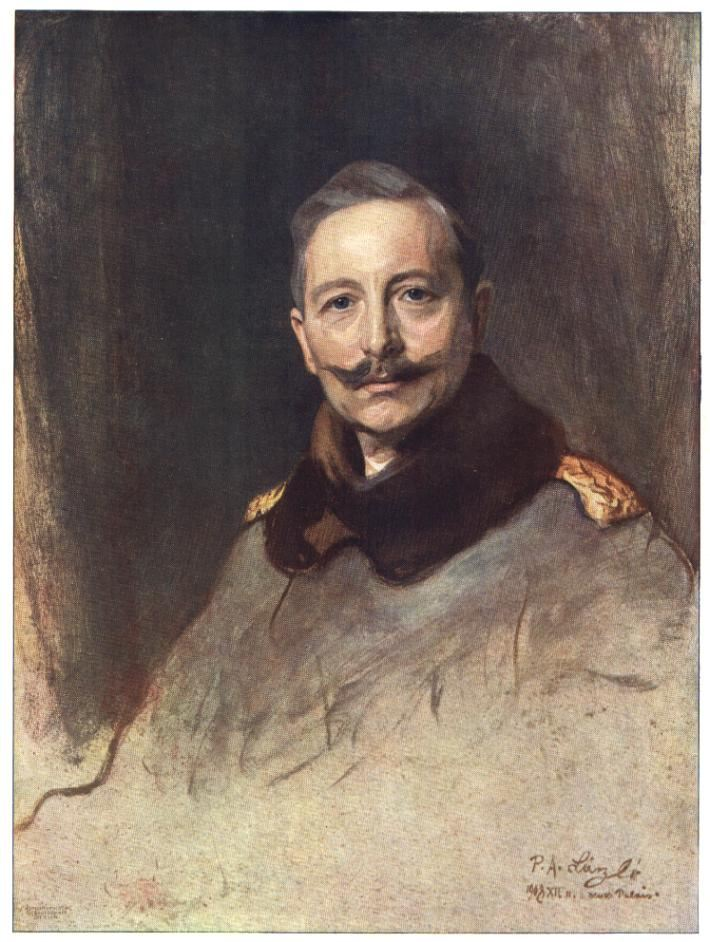
Guglielmo II.

«[…] "Il sentimento prevalente in gran parte nelle classi medie e inferiori del mio stesso popolo non è benevolo verso l'Inghilterra. Io sono quindi, per così dire, in minoranza nel mio paese stesso, ma è una minoranza composta dei migliori elementi, precisamente come in Inghilterra rispetto alla Germania. […] Io mi adopero senza posa a migliorare le nostre relazioni, e voi rispondete che io sono il vostro nemico capitale. Rendete il mio compito molto arduo. Perché?

### Difensore della Gran Bretagna
«[…] "Ancora: quando la lotta toccava il culmine, il Governo germanico fu invitato da quelli di Francia e di Russia ad unirsi a loro per invitare l'Inghilterra a porre termine alla guerra. Era giunto il momento – dicevano - non solo di salvare le Repubbliche Boere ma di umiliare inoltre l'Inghilterra sin nella polvere. Quale fu la mia risposta? Io dissi che la Germania, ben lontana dall'associarsi ad alcuna azione concertata europea […], si sarebbe sempre astenuta da una politica che potesse condurla a complicazioni con una potenza marinara quale l'Inghilterra.

### Stratega per la regina Vittoria
«[…] "Né questo fu tutto. Precisamente durante la vostra Settimana Nera, nel dicembre 1899, quando i disastri si susseguivano in rapida successione, ricevetti una lettera della regina Vittoria, la mia venerata nonna, […] che recava tracce manifeste delle angosce che ne tormentavano la mente e la salute. […] Mi feci procurare da un mio ufficiale un quadro, il più esatto possibile, del numero dei combattenti dalle due parti nell'Africa australe e delle posizioni attuali delle forze contrapposte. Coi disegni sott'occhio, elaborai quello che […] mi parve il miglior piano di campagna […]. Lo spedii quindi in Inghilterra […] e, come curiosa coincidenza, lasciatemi aggiungere che il programma da me formulato si svolgeva su direttive molto simili a quelle del programma realmente adottato da Lord Roberts e da lui tradotto in felici operazioni. Fu questo, ripeto, un atto da persona che vuol male all'Inghilterra?

### Contro il Giappone
«[…] "Ma, direte, e la flotta germanica? […] La Germania guarda innanzi. I suoi orizzonti si estendono lontani. Essa deve essere preparata per ogni eventualità nell'Estremo Oriente. […] Guardate l'ascesa compiuta dal Giappone; pensate al possibile risveglio nazionale della Cina […] Può anche essere che l'Inghilterra stessa si rallegri un giorno che la Germania abbia una flotta, trovandosi a dir la loro parola entrambe nella medesima parte nei grandi dibattiti a venire"».

## Le reazioni in Germania

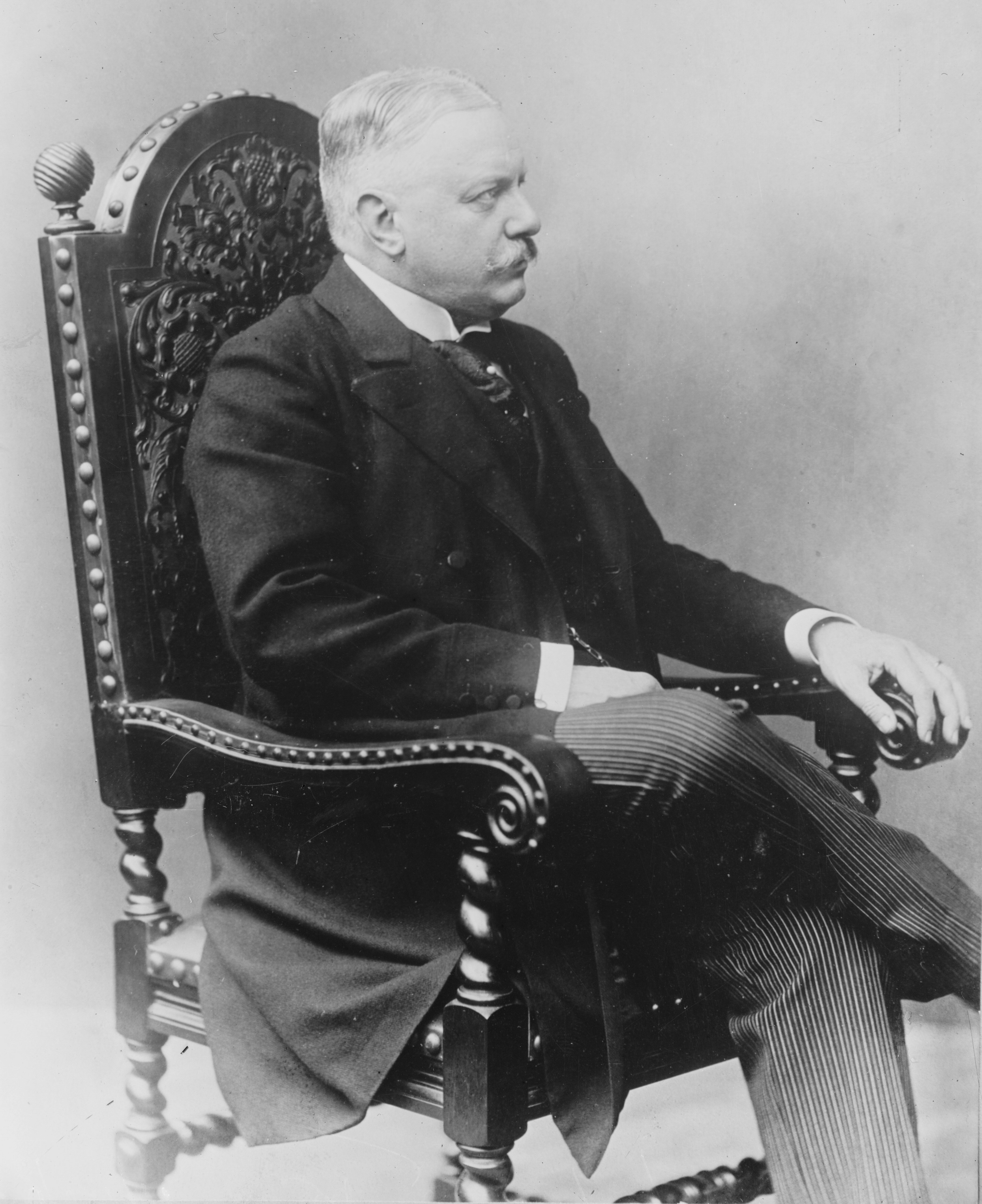
Bernhard von Bülow nel 1908

La stampa sfruttò l'occasione al meglio e il Reichstag si espresse contro Guglielmo II che già in altre occasioni aveva rilasciato dichiarazioni avventate.
Il conflitto divenne istituzionale. Bülow, per le sue non lievi responsabilità, presentò le dimissioni che però vennero respinte.
Il Cancelliere rivela anche che «Specialmente pieni di animosità erano gli umori nel Ministero prussiano. […] Tutti i ministri dichiararono che era dovere del Regio Ministero mettere in guardia nel modo più reciso Sua Maestà l'Imperatore […] contro altri errori, raccomandandogli maggior dominio di sé, maggiore serietà, richiamandolo all'esempio dei suoi grandi antenati[…]».
Qualche giorno dopo, il 10 novembre 1908, Bülow parlò al Reichstag cercando di rettificare le affermazioni dell'intervista, ma dichiarò pure che l'Imperatore avrebbe per l'avvenire osservato un maggior ritegno.
Lo stesso giorno, prima del Cancelliere e a sua difesa, si schierarono i partiti di centrodestra. Intervennero Ernst Bassermann, capo dei nazional-liberali, e soprattutto il capo del partito conservatore Ernst von Heydebrand (1851-1924) che qualificò l'emozione che regnava in Germania molto grande e molto durevole. Heydebrand dichiarò apertamente che si trattava, nei confronti del Kaiser, di un malumore accumulatosi da anni. Più cauti il socialdemocratico Paul Singer (1844-1911) e il capo del partito dell'Impero, il principe Alfred Hatzfeld. Dopo Bülow prese la parola il capo del Centro, il barone Georg von Hertling, che si trovò d'accordo con Bassermann sull'opinione che i fatti pubblicati nell'intervista erano molto più gravi delle sviste commesse dalla Cancelleria.
Intanto Guglielmo II era in soggiorno presso l'erede al trono austriaco Francesco Ferdinando e poi presso l'Imperatore Francesco Giuseppe a Vienna. «Dopo il mio ritorno, venne da me il Cancelliere; mi fece una predica sui miei peccati politici e mi chiese di porre la firma al documento, ben noto, che fu poi comunicato alla stampa. Firmai in silenzio, e in silenzio sopportai gli attacchi diretti dalla stampa contro di me e contro la Corona» riporta il Kaiser nelle sue memorie.
Il documento citato, preparato da Bülow e pubblicato sulla Norddeutsche Allgemeine Zeitung con l'assenso e a firma dell'Imperatore, esprimeva approvazione per il discorso del Cancelliere al Reichstag e l'impegno a osservare per il futuro le responsabilità costituzionali.

## Le reazioni all'estero

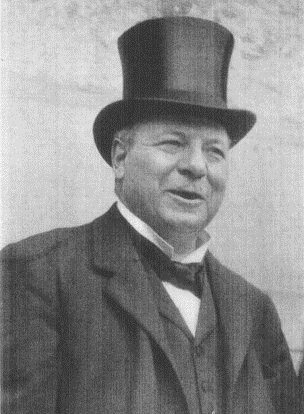
Richard Burdon Haldane

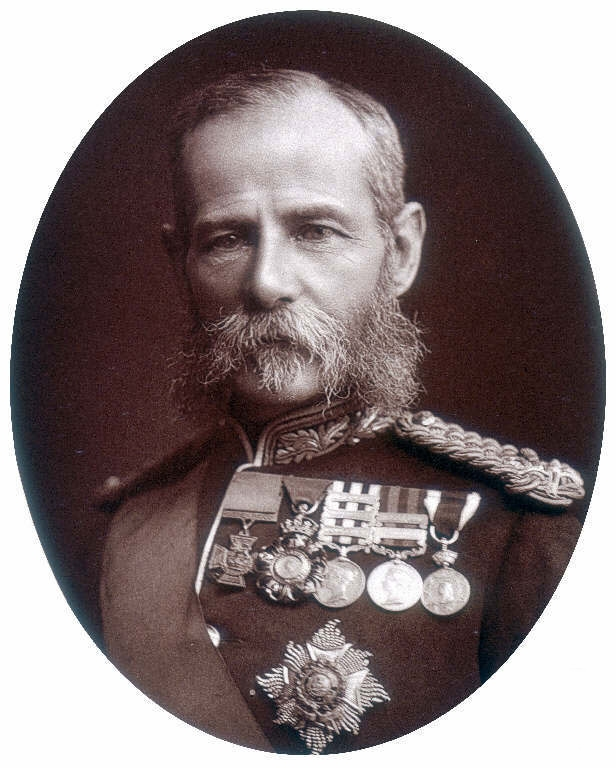
Frederick Sleigh Roberts

Quanto all'effetto delle dichiarazioni del Kaiser in Gran Bretagna, un deputato, alla Camera dei Comuni, chiese al ministro della Guerra Richard Burdon Haldane se realmente il piano strategico per porre termine alla seconda guerra anglo-boera fosse stato elaborato dall'Imperatore di Germania e, in caso affermativo, se il ministro della Guerra intendesse pubblicare tale documento. Haldane rispose che gli archivi del Ministero non contenevano un documento siffatto: «Non sono quindi in grado – concludeva Haldane - di soddisfare il desiderio di pubblicazione del documento in parola». Dopo questa risposta, il resoconto parlamentare registrava: viva e generale ilarità.
Bülow valutò negativamente anche le reazioni e le conseguenze presso le altre potenze:
«Del resto gli sfoghi del Kaiser non potevano che tornar graditi ai suoi avversari: la Francia e la Russia, per le sue comunicazioni circa i loro disegni d'intervento nella guerra anglo-boera, avrebbero perduta ogni fiducia nella discrezione tedesca. Il Giappone sarebbe ridiventato diffidente. La pretesa elaborazione del piano di campagna era semplicemente incredibile, addirittura un'offesa fatta da Guglielmo II all'Inghilterra. Guglielmo II come vero trionfatore nella guerra anglo-boera era messo in ridicolo anche da giornaletti inglesi. Contemporaneamente si diceva che Lord Roberts era profondamente offeso e solo a stento era stato trattenuto dal restituire la croce dell'Ordine dell'Aquila Nera. […] Grandi giornali francesi irridevano la politica personale del Kaiser come romanticismo fantastico. In Russia, il giornale più diffuso e influente, la Novoje Vremja, dichiarava che i russi non avrebbero creduto a quelle parole dell'Imperatore di Germania se non le avessero davanti stampate».

## Le conseguenze
Le conseguenze politiche e sociali, e più a lungo termine, si registrarono ovviamente in Germania. Giuseppe Antonio Borgese in un suo resoconto illustra, dopo un viaggio in quella terra nel 1908, la situazione così come la percepì:
«Fino ad ieri l'opposizione al monarca era un lusso intellettuale in Germania: la grande massa anonima della povera gente idolatrava in lui, senza dubbi e senza timori, l'immagine rutilante della fortuna e della gloria germanica. […] Emanata la sentenza dal Reichstag che ha creduto opportuno censurare un Imperatore regnante per un diritto divino, […] la sentenza resterà pietrificata come un ghiacciolo sulle labbra di sessanta milioni di uomini. E poiché in Germania il sovrano non è un dignitario decorativo […], ma il simbolo visibile dell'idea nazionale che è concentrata nello spirito di gerarchia e nell'imperativo categorico; […] è impossibile negarlo in parte senza distruggerlo tutto. […] Perciò la Germania è oggi un regno senza re. […] È oggi come ieri un popolo governato a monarchia semi-dispotica, ma non ha né monarca né despota: colui che fu Guglielmo II di Hohenzollern re di Prussia e imperatore tedesco sembra ridotto dalla condanna del Reichstag a un depositario della Corona, incaricato di reggere l'inutile peso di una dignità nominale, finché il figlio ed erede non trovi sgomberata dalla morte la via del trono».
Da questo ed altri episodi di discredito nei confronti dell'Imperatore derivò il rafforzamento della parte pangermanista dei politici e dello stato maggiore tedeschi. Tale fazione sarà in buona parte responsabile dell'allargamento a tutta l'Europa dell'attacco austriaco alla Serbia del 1914.